# Marie Wall
Marie Wall (* 3. April 1992 in Kungälv) ist eine ehemalige schwedische Handballspielerin, die dem Kader der schwedischen Nationalmannschaft angehörte.

## Vereinskarriere
Marie Wall spielte anfangs bei Kungälvs HK. Zwischen 2010 und 2013 lief die Außenspielerin für H43/Lundagård auf. Im Sommer 2013 wechselte sie zu H 65 Höör. Mit Höör gewann sie 2014 den EHF Challenge Cup sowie 2017 die schwedische Meisterschaft. Weiterhin stand sie 2017 ein weiteres Mal im Finale des EHF Challenge Cups. Ab dem Sommer 2018 lief sie für den dänischen Erstligisten København Håndbold auf. Im Januar 2020 gab sie ihre Schwangerschaft bekannt. Da Wall die komplette Saison 2020/21 auszufallen drohte, wurde ihr Vertrag im Juni 2020 im beiderseitigen Einvernehmen aufgelöst. Im Dezember 2020 kehrte sie zu Kungälvs HK zurück. Nach der Spielzeit 2021/22 beendete sie ihre Handballkarriere.

## Auswahlmannschaften
Wall lief für die schwedische Jugend-Auswahlmannschaften auf. Sie gewann bei der U-18-Weltmeisterschaft 2010 die Goldmedaille. Ab 2015 gehörte Wall dem Kader der schwedischen Nationalmannschaft an, für die sie 38 Treffer in 34 Länderspielen erzielte. Mit Schweden nahm Wall an der Weltmeisterschaft 2015 teil. Im Turnierverlauf erzielte sie drei Treffer. Während der Europameisterschaft 2016 rückte sie für die verletzte Olivia Mellegård in den Kader der schwedischen Auswahl.